# Markova (oblast d'Irkoutsk)
Markova (en russe : Маркова) est une commune urbaine de l'oblast d'Irkoutsk en Russie. Se situant dans le raïon d'Irkoutsk, elle se trouve dans la partie sud de l'oblast. Elle fait partie avec deux autres localités de la municipalité de Markova. Sa population s'élevait à 36 971 habitants lors du recensement de 2021, faisant d'elle la localité la plus peuplée du raïon.

## Géographie
La localité de Markova est située dans l'oblast d'Irkoutsk, un sujet en Sibérie orientale en Russie. La commune urbaine fait ainsi partie du district fédéral sibérien, se trouvant à 1 432 km au sud-est de Novossibirsk, la capitale du district. Mamakan se situe aussi à 4 200 km à l'est de Moscou, ainsi qu'à 9 kilomètres au sud-ouest d'Irkoutsk, la capitale du sujet.
Quatre-vingt-cinq localités font partie du raïon d'Irkoutsk, un raïon du sud de l'oblast entourant Irkoutsk dont cette dernière en est son centre administratif, bien que n'en faisant pas partie. Markova forme avec deux autres localités ; Pad Melnitchaïa (ru) et Novogroudinina (ru) ; la municipalité de Markova (ru), dont Markova en est son centre administratif.
La commune urbaine se trouve dans la vallée de la petite rivière Kaïa (ru), un affluent de l'Irkout, et ainsi sous-affluent de l'Angara. Le village se situe au sud-est d'Irkoutsk, et est composé de collines.

## Histoire
Selon la légende, c'est un Polonais exilé, Mark Savinski, qui construit la première maison, dans les années 1820, et donna son nom au village (Markova signifie «[village] de Mark »). Mais cette légende est fausse, l'insurrection de Novembre n'ayant eu lieu qu'en 1830-1831.
Selon la municipalité de Markova, le village est né en 1793 dans ce qui était encore alors une forêt de pins, lorsque des agriculteurs sont venus s'installer. Ils pratiquaient l'agriculture, mais aussi la chasse et la pêche.
En 1984, la localité accéda au statut de commune urbaine.
Avec l'avènement du pouvoir soviétique, une ferme collective fut créée dans les années 1930, qui fut fusionnée avec celles de plusieurs villages alentour.
Dans les années 1970, ce qui était encore un petit village agricole avec des fermes avicoles et maraîchères, des écuries et grandes serres à commencer à s'urbaniser, subissant l'influence d'Irkoutsk.
La prison fut ouverte en 1970 à Markova. Dans les années suivantes, la ville s'est urbanisée, avec l'apparition d'une usine, d'hôpitaux et de bâtiments résidentiels.
Depuis 1975 est ouverte la centrale thermique de Novo-Irkoutsk (ru), d'une capacité de 708 MW, qui appartient à Irkutskenergo.
Dans les années 1980, la localité possédait cinq complexes d'usines à œufs, employant 750 personnes et produisant environ 100 000 œufs annuellement, tandis que la ferme d'État produisait 3 200 tonnes de légumes.
Après la dislocation de l'URSS, de nombreuses usines ont fermé, dont les complexes d'usines à œufs et la ferme d'État. Pour la ferme, d'autres entreprises agricoles privés lui ont succédé.
En 2002, le bâtiment de la maison de la culture et de la bibliothèque a brûlé.
Depuis 2006, la commune est le centre de la municipalité de Markova.
La ville est aujourd'hui une banlieue, intégrée à l'aire urbaine d'Irkoutsk. Grâce à ce fait, sa population ne chute pas, et est au contraire la localité la plus peuplée du raïon ainsi que la localité avec la plus forte hausse de population dans l'oblast entre 2002 et 2021, avec un taux d'évolution démographique de 468 % dans une Sibérie où les taux sont presque toujours négatifs .

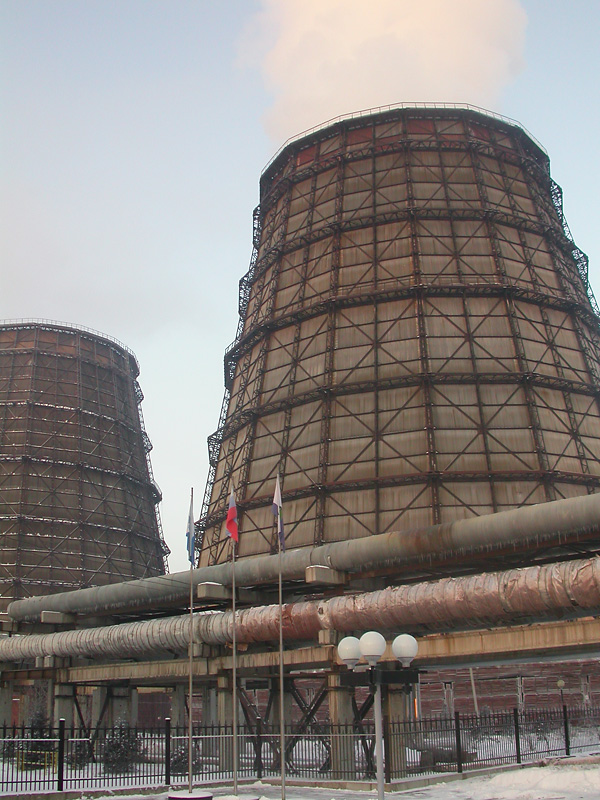
Centrale thermique.

## Démographie
Recensements (*) et estimations de la population,:
| 1989* | 2002* | 2010* | 2012   |
| ----- | ----- | ----- | ------ |
| 2 569 | 6 509 | 9 894 | 11 365 |

| 2013   | 2014   | 2015   | 2016   |
| ------ | ------ | ------ | ------ |
| 13 190 | 16 024 | 17 756 | 20 627 |

| 2017   | 2021*  | 2023   | - |
| ------ | ------ | ------ | - |
| 23 672 | 36 971 | 38 481 | - |

## Économie, culture et transports
Markova est indéniablement liée à la ville d'Irkoutsk, la majorité de sa population y allant travailler chaque jour. Actuellement, la localité dispose d'un jardin d'enfants, d'une école, avec 540 élèves environ, de commerces, ainsi que d'une prison. Un centre gérontologique se situe à Markova. Il y a toujours des serres dans le village, cultivant chou, pommes de terre, concombres et tomates.
Le centre du village est construit avec des Khrouchtchevka et autres bâtiments résidentiels. Près du centre se situe une petite chapelle.
Le village compte de nombreuses datchas de citadins, principalement sur la rive droite de la Kaïa, afin d'y venir passer les week-ends.

Carte des trolleybus. Markova est dans le coin sud-ouest.

Concernant les transports en commun, Markova est liée à Irkoutsk par son réseau de bus et par des Marchroutka informels. La population demande l'arrivée du trolleybus, mais ce n'est toujours pas fait, les lignes s'arrêtant à la sortie d'Irkoutsk, et n'arrive ainsi pas à Markova,.
Sinon, le village est traversé par une grande rue le long de la Kaïa, la rue Promychlennaïa, qui a comme extrémité nord la route fédérale R258, en direction d'Irkoutsk ou de Tchita.